# Hervartov
Hervartov (in ungherese Hervartó, in tedesco Eberhard o Herbertshau) è un comune della Slovacchia facente parte del distretto di Bardejov, nella regione di Prešov. Hervartov è famosa per la sua chiesa in legno.

## Storia
Il villaggio venne fondato nel XIII secolo da coloni tedeschi. Nel 1414 appartenne alla Signoria di Kobyly e viene citato nei documenti antichi come località in cui si amministrava la giustizia secondo il diritto germanico. Successivamente passò alla Signoria di Hertník e poi ai Perény.
Secondo la leggenda, il nome del villaggio deriva da quella del borgomastro e scultero che lo fondò, Eberhard.